# Rettili in Italia

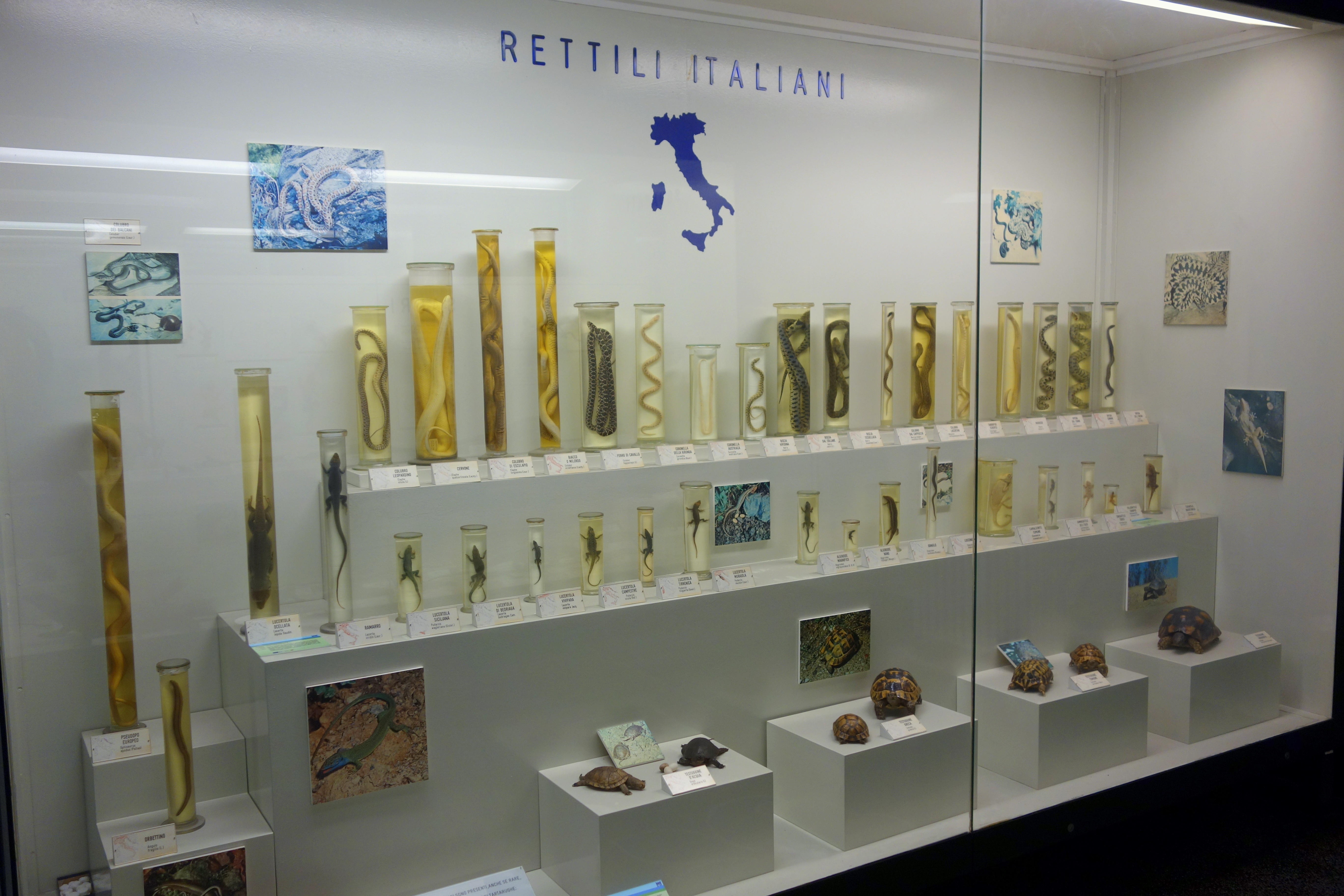
Mostra di rettili italiani nel Museo Civico di Storia Naturale Giacomo Doria

La fauna italiana presenta 56 specie di rettili viventi allo stato selvatico, stanziali o di transito abituale; vengono escluse le specie avvistate eccezionalmente e le forme domestiche o di allevamento che non hanno subito un processo di acclimatazione o di indigenazione. Pertanto, la seguente lista contiene le specie autoctone o naturalizzate, elencate in ordine alfabetico per nome comune e in base alla posizione all'interno della classificazione scientifica.

## Squamati

### Sauri
| Famiglia       | Nome comune                       | Nome scientifico          | Immagine | Areale |
| -------------- | --------------------------------- | ------------------------- | -------- | ------ |
| Lacertidi      | Algiroide di Fitzinger (endemico) | Algyroides fitzingeri     |          |        |
| Lacertidi      | Algiroide magnifico               | Algyroides nigropunctatus |          |        |
| Lacertidi      | Lucertola di Bedriaga             | Archaeolacerta bedriagae  |          |        |
| Lacertidi      | Lucertola di Horvath (endemico)   | Iberolacerta horvathi     |          |        |
| Lacertidi      | Lucertola agile                   | Lacerta agilis            |          |        |
| Lacertidi      | Ramarro occidentale               | Lacerta bilineata         |          |        |
| Lacertidi      | Ramarro orientale                 | Lacerta viridis           |          |        |
| Lacertidi      | Lucertola di Malta                | Podarcis filfolensis      |          |        |
| Lacertidi      | Lucertola adriatica               | Podarcis melisellensis    |          |        |
| Lacertidi      | Lucertola muraiola                | Podarcis muralis          |          |        |
| Lacertidi      | Lucertola delle Eolie (endemica)  | Podarcis raffonei         |          |        |
| Lacertidi      | Lucertola campestre               | Podarcis siculus          |          |        |
| Lacertidi      | Lucertola siciliana (endemica)    | Podarcis waglerianus      |          |        |
| Lacertidi      | Lucertola tirrenica (endemica)    | Podarcis tiliguerta       |          |        |
| Lacertidi      | Lucertola striata comune          | Psammodromus algirus      |          |        |
| Lacertidi      | Lucertola ocellata                | Timon lepidus             |          |        |
| Lacertidi      | Lucertola vivipara                | Zootoca vivipara          |          |        |
| Geconidi       | Geco di Kotschy                   | Mediodactylus kotschyi    |          |        |
| Geconidi       | Geco verrucoso                    | Hemidactylus turcicus     |          |        |
| Fillodattilidi | Geco comune                       | Tarentola mauritanica     |          |        |
| Sferodattilidi | Tarantolino                       | Euleptes europaea         |          |        |
| Camaleonti     | Camaleonte mediterraneo           | Chamaeleo chamaeleon      |          |        |
| Scincidi       | Gongilo                           | Chalcides ocellatus       |          |        |
| Scincidi       | Luscengola                        | Chalcides chalcides       |          |        |
| Scincidi       | Luscengola striata                | Chalcides striatus        |          |        |
| Anguidi        | Orbettino italiano                | Anguis veronensis         |          |        |
| Anguidi        | Orbettino                         | Anguis fragilis           |          |        |

### Serpenti
| Famiglia   | Nomi comuni                                                      | Nome scientifico                        | Nomi dialettali | Immagine | Testa (dorsale) | Testa (laterale) | Areale | Lunghezza  |  |
| ---------- | ---------------------------------------------------------------- | --------------------------------------- | --- | -------- | --------------- | ---------------- | ------ | ---------- |  |
| Boidae     | Boa delle sabbie                                                 | Eryx jaculus                            | |          |                 |                  |        | 40-80 cm   |  |
| Colubridi  | Colubro liscio                                                   | Coronella austriaca                     | Àspes Biscétto Bìssa Ciferétte Scursúni d'à lucerta Scursúni d'è zazzamíte Spártimatrimóniu Vìpera Vìpereta |          |                 |                  |        | 50-90 cm   |  |
| Colubridi  | Colubro di Riccioli Colubro della Gironda                        | Coronella girondica                     | Seréna Sèrpe acquáre |          |                 |                  |        | 40-60 cm   |  |
| Colubridi  | Cervone Capitone Pasturavacche Serpe lattara                     | Elaphe quatuorlineata                   | Ànza Bóa Capitóne Cerviótto Frustóne Lucía Pasturavácche Pitóne |          |                 |                  |        | 130-220 cm |  |
| Colubridi  | Colubro ferro di cavallo Colubro sardo                           | Hemorrhois hippocrepis                  | Pìbera de sìccu Pìvera Pìvera de soli |          |                 |                  |        | 140-180 cm |  |
| Colubridi  | Colubro dei Balcani Biacco minore                                | Hierophis gemonensis                    | |          |                 |                  |        | 80-120 cm  |  |
| Colubridi  | Biacco Biacco maggiore Colubro verde e giallo Milordo maggiore   | Hierophis viridiflavus                  | Ànda, Ànza, Àspide Bês bastonér, Bês scöriadêr, Bêssa, Bia a mácce, Bis a ríghe, Bis verd, Bìscia ôxelinha, Carbonáz, Colora niédda, Colóvra, Coloru pillonárgiu, Coloru pizonínu, Coloru pizzináglia, Coloru a coa de azzárgiu, Cudára Frustacchióne, Frustóne Lurzi Milò, Milòrdo, Miluzz des màgnis Oxelaia Rattaioa, Ratèra Saettóne, Salpì, Scorzón, Sèrpe da màcchia, Sèrpe uccellatore, Sérpi niura, Smilórd, Súbbio Vìpera Zérpi, Zorrómpi |          |                 |                  |        | 120-180 cm |  |
| Colubridi  | Colubro dal cappuccio                                            | Macroprotodon cucullatus                | |          |                 |                  |        | 40-60 cm   |  |
| Colubridi  | Serpente gatto europeo                                           | Telescopus fallax                       | |          |                 |                  |        | 60-100 cm  |  |
| Colubridi  | Saettone occhirossi (endemico)                                   | Zamenis lineatus                        | |          |                 |                  |        |            |  |
| Colubridi  | Colubro di Esculapio Saettone                                    | Zamenis longissimus                     | Ànda, Angiò, Ànza Bastoniére, Bìscia oxelêa, Bìssa Frustóne Oxelaia Pastúra-vacche Saettóne, Saetùn, Scorzón, Sèrpe |          |                 |                  |        | 130-200 cm |  |
| Colubridi  | Colubro leopardino                                               | Zamenis situla                          | Àsparu Bèghio Culòvria scacchiáta Scurzúni pàrdu Vìpera |          |                 |                  |        | 70-100 cm  |  |
| Lamprofidi | Colubro lacertino                                                | Malpolon monspessulanus & M. insignitus | Bìscia oxelêa Oxelaia |          |                 |                  |        | 120-200 cm |  |
| Natricidi  | Biscia viperina Natrice viperina                                 | Natrix maura                            | Aspisurdu Biscia d'ëgua Lùrzi Pìbera d'àbba |          |                 |                  |        | 60-100 cm  |  |
| Natricidi  | Biscia dal collare Natrice dal collare                           | Natrix helvetica                        | Anguilla di siépe, Aspisurdu Bastoniére, Biscia d'ëgua, Bìssa bòa, Bìssa rospéra, Bìssa usèla, Bissóna Lùrzi Màngia-bòtte, Màngia-ròspi, Marásso Pìbera, Pìpera Rèsia Sbafàra, Scacchiéra, Sèrpe acquare, Sèrpe bòtraie, Sèrpe d'àcqua, Sèrpe ottávo Tetavách Zèrpi |          |                 |                  |        | 60-160 cm  |  |
| Natricidi  | Biscia tassellata Natrice tassellata                             | Natrix tessellata                       | Aspisurdu Biscia d'ëgua |          |                 |                  |        | 60-130 cm  |  |
| Viperidi   | Vipera comune Aspide                                             | Vipera aspis                            | Aspisùrdu Àspre Bìfera Vìpera Vìpere Vìpre |          |                 |                  |        | 60-85 cm   |  |
| Viperidi   | Vipera dal corno                                                 | Vipera ammodytes                        | Lìpare dal cuar Lìpare rizzul Lìpra Madràs Modràs Poskok Vìpare Vìpera Vìpra dal nas |          |                 |                  |        | 60-100 cm  |  |
| Viperidi   | Marasso Marasso palustre Vipera d'acqua Vipera nera Vipera rossa | Vipera berus                            | Ipera Madras Marassetto Marasso de palù Vipera fiamà |          |                 |                  |        | 50-85 cm   |  |
| Viperidi   | Vipera dell'Orsini                                               | Vipera ursinii                          | |          |                 |                  |        | 30-50 cm   |  |
| Viperidi   | Vipera dei Walser                                                | Vipera walser                           | |          |                 |                  |        |            |  |

## Cheloni
| Famiglia     | Nome comune                               | Nome scientifico     | Immagine |
| ------------ | ----------------------------------------- | -------------------- | -------- |
| Testudinidi  | Testuggine comune o di Hermann            | Testudo hermanni     |          |
| Testudinidi  | Testuggine greca o moresca (introdotta)   | Testudo graeca       |          |
| Testudinidi  | Testuggine marginata (introdotta)         | Testudo marginata    |          |
| Emididi      | Testuggine palustre europea               | Emys orbicularis     |          |
| Emididi      | Testuggine palustre siciliana             | Emys trinacris       |          |
| Emididi      | Tartaruga palustre americana (introdotta) | Trachemys scripta    |          |
| Chelonidi    | Tartaruga marina comune o Caretta         | Caretta caretta      |          |
| Chelonidi    | Tartaruga verde                           | Chelonia mydas       |          |
| Dermochelidi | Tartaruga liuto                           | Dermochelys coriacea |          |